# На юг от границата (филм)
„На юг от границата“ (на английски: South of the Border) е документален филм от 2009 година на режисьора Оливър Стоун. Представен е на филмовия фестивал във Венеция през същата година. Създаден е по идея на Тарик Али, а според Оливър Стоун филмът ще помогне хората по-добре да разберат венецуелския президент Уго Чавес, представян от американските медии като диктатор. Снимачният екип на Оливър Стоун обикаля страните в Южна Америка, като прави опит да обясни феномена на успеха на левичарските партии и политическия прогрес там в началото на 21 век, както и боливаристкото революционно движение.
Освен Уго Чавес във филма са представени кадри и интервюта с други ключови фигури от Латинска Америка като Ево Моралес, президент на Боливия, Кристина Киршнер и Нестор Киршнер, президенти на Аржентина, Рафаел Кореа, президент на Еквадор, Раул Кастро, президент на Куба, Фернандо Луго, президент на Парагвай, и Лула да Силва, президент на Бразилия.